# فوتبال
فوتبال (به انگلیسی: Football) یک ورزش تیمی و محبوب‌ترین ورزش در بیشتر کشورهای جهان است. فوتبال را دو تیم یازده‌نفره متشکل از بازیکنان فوتبال با یک توپ فوتبال بر روی چمن طبیعی یا مصنوعی با هدف گل‌زدن انجام می‌دهند. یازده بازیکن هر تیم شامل چند مهاجم، هافبک، مدافع و یک دروازه‌بان می‌شوند که توسط سرمربی در زمین چیده می‌شوند و مانند یک سیستم عمل می‌کنند که سیستم فوتبال نامیده می‌شود. امروزه بیش از ۲۵۰ میلیون فوتبالیست در بیش از ۲۰۰ کشور وجود دارد.
قدمت فوتبال به چندین سدهٔ پیش از میلاد و به چین بازمی‌گردد که به تدریج در یونان و روم نیز رواج می‌یابد. فوتبال مدرن امروزی نیز در سال ۱۸۶۶ در مدارس انگلستان شکل‌ گرفت و به تدریج گسترهٔ پراکندگی آن همهٔ جهان را زیر پوشش خود قرارداد. با شکل‌گیری سازمان فیفا در سال ۱۹۰۴ و ایجاد رقابت جام جهانی فوتبال، این ورزش بسیار گسترده‌تر شد.
طول زمین فوتبال ۹۰ تا ۱۲۰ متر و عرض آن ۴۵ تا ۹۰ متر است. مسابقهٔ فوتبال در دو نیمهٔ ۴۵ دقیقه‌ای انجام می‌گیرد و در بازی‌های حذفی و رفت و برگشتی، گاهی، در صورت تساویِ نتیجه، وقت‌های اضافه و پنالتی نیز به آن افزوده می‌شود. فوتبال ضوابطی دارد که قوانین فوتبال نامیده می‌شوند و نمی‌توان برخلاف آن‌ها عمل کرد. سازمان فیفا، علاوه بر فوتبال، نهاد رسمی ورزش‌های فوتسال و فوتبال ساحلی نیز هست و کنفدراسیون‌های قاره‌ایِ یوفا، اِی‌اِف‌سی، سی‌اِی‌اِف، کونکاکاف، کونمبول و اُاف‌سی از زیرشاخه‌های فیفا هستند.
جام جهانی فوتبال از بزرگ‌ترین رویدادهای ورزشی جهان است که هر چهار سال یک بار در یکی از کشورهای جهان روی می‌دهد. علاوه بر این، مسابقات بین‌المللی دیگری مانند بازی‌های المپیک تابستانی، جام کنفدراسیون‌ها، جام باشگاه‌های جهان، جام ملت‌های اروپا و لیگ قهرمانان اروپا نیز رایج است. لیگ‌های متعددی ازجمله لالیگا و لیگ برتر انگلستان در کشورهای مختلف به‌وجود آمده‌اند که نوعی مسابقات داخلی محسوب می‌شوند. فوتبال زنان نیز از اواخر سدهٔ نوزدهم میلادی به راه افتاد. فیفا ادعا می‌کند که وظیفهٔ محافظت بازیکنان از دوپینگ را به‌خوبی انجام می‌دهد و فوتبال از دوپینگ پاک است. در سال ۲۰۰۴، فیفا یک منشور اخلاقی برای اجرای بازی‌های جوانمردانه به‌ تصویب رساند. اما در سال ۲۰۰۶، این منشور بازنگری شد و منجر به تشکیل نهاد قضایی سوم فیفا گردید.

## واژه‌شناسی و نام
ورزش‌های شبیه به فوتبال در کشورهایی که آغازگر فوتبال بودند، نام‌های مختلف داشت. این بازی‌ها در چین «تسو چو»، در ژاپن «کِمَری» و در یونان و امپراتوری روم «هارپاستوم» نامیده می‌شدند.
اصطلاح فوتبال (به انگلیسی: Football) را برای نخستین‌بار مردم بریتانیا ابداع‌کردند. ریشهٔ واژهٔ فوتبال به اواخر سال ۱۸۰۰ میلادی و از هنگامی که این ورزش در مدارس انگلستان راه‌اندازی‌شد، بازمی‌گردد. مقررات این رشته ورزشی نخستین بار در سال ۱۸۶۳ در اتحادیه فوتبال انگلستان تنظیم شد و نام «اتحادیه فوتبال» (association football) هم برای تمایز این بازی از انواع دیگر فوتبال (به ویژه راگبی فوتبال) انتخاب شد. «اتحادیه فوتبال» همچنان نام رسمی این رشته ورزشی است و سازمان‌های اصلی اداره‌کننده ورزش فوتبال مثل فیفا و یوفا از این نام در عنوان خود استفاده کرده‌اند. واژه ساکر (به انگلیسی: Soccer) نیز مخففی از کلمه association همراه با پسوند انگلیسی er است که در دهه ۱۸۸۰ در انگلستان ابداع شد. امروزه در ایالات متحده آمریکا این رشته را بیشتر ساکر می‌نامند. در بریتانیا این ورزش در رده‌های سنی بزرگسالان، تا مدتی با نام ساکر شناخته می‌شد. پس از مدتی، در ردهٔ سنی ۱۸ سال برای نخستین‌بار فوتبال نامیده‌شد و این اصطلاح به تدریج بر واژه ساکر تسلط پیدا کرد و در پایان به فوتبال تغییر نام یافت.
این ورزش در مناطقی از جمله فرانسه، اسپانیا و آمریکای لاتین با اصطلاح فوتبال نامیده می‌شود. آلمانی‌ها با اندکی تنوع آن را Fußballیا فوسبال می‌نامند.

## تعاریف
مسابقهٔ فوتبال: به بازی که در آن بازی فوتبال انجام می‌گیرد و دو تیم فوتبال در مقابل یکدیگر به رقابت برای برد و گل زدن به تیم حریف تلاش می‌کنند را مسابقهٔ فوتبال می‌گویند.
زمین فوتبال: به زمینی که بازی فوتبال در آن انجام می‌گیرد، زمین فوتبال می‌گویند که در شرایط استاندارد می‌بایست پوشیده از چمن طبیعی یا مصنوعی باشد و شامل مناطقی از جمله محوطه جریمه است. فوتبال بر روی زمین‌های خاکی کوچه‌ها و خیابان‌ها نیز انجام می‌گیرد و آن‌ها نیز زمین فوتبال به‌شمار می‌روند.
تیم فوتبال: به مجموعه‌ای ۱۱ نفره از بازیکنان فوتبال گفته می‌شود که همگی با لباسی مشخص در یک مسابقه با هم متحد و هم‌هدف یک تیم را تشکیل می‌دهند.
مربی فوتبال: فردی که در فوتبال نقش تربیت و سازماندهی بازیکنان تیم (از نظر جسمی و روحی) جهت کامیابی در مسابقات را بر عهده دارد. در فوتبال امروزی هر تیم چندین مربی دارد که وظایف به صورت تفکیک‌شده بین آن‌ها تقسیم می‌شود. سرگروه مربیان تیم، سرمربی نامیده می‌شود.
سیستم فوتبال: سیستم یا آرایش تیمی، نشان‌دهنده طرز چیدمان بازیکنان یک تیم در زمین است. آرایش هر تیمی متناسب با رویکرد دفاعی یا تهاجمی آن تیم، توانایی بازیکنان و عوامل دیگر است.
کاپیتان: کاپیتان یکی از بازیکنان است که وظیفه رهبری تیم در زمین بازی را بر عهده دارد و با بستن بازوبند به بازوی چپش، از دیگر بازیکنان متمایز می‌شود. از جمله وظایف او کنترل کردن تیم در مواقع اضطرار و صحبت با داور در شرایط حساس و البته قرعه کشی در پرتاب سکه در ابتدای بازی برای دریافت توپ یا زمین است.
دروازه‌بان: دروازه‌بان هر تیم وظیفه جلوگیری از ورود توپ به دروازه خودی را بر عهده دارد و لباس وی از سایر بازیکنان تیم متمایز است. وی تنها بازیکن تیم است که اجازه دارد توپ را (در محدوده مشخص) با دست لمس نماید.
مدافع: به بازیکنی گفته می‌شود که محل جای‌گیری او در زمین خودی است و میان دروازه‌بان خودی و مهاجم حریف قرار می‌گیرد و وظیفهٔ اصلی وی مقابله با حمله تیم حریف است. مدافعان خود به انواع مدافع مرکزی، مدافع کناری، سوییپر، مدافع جلو و مدافع آزاد (لیبرو) دسته‌بندی می‌شوند.
هافبک: به بازیکنی گفته می‌شود که معمولاً در میانهٔ زمین بازی می‌کند و به زیر مجموعه‌هایی از جمله هافبک هجومی، هافبک دفاعی، هافبک میانی و هافبک کناری تقسیم می‌شود. وظایف اصلی هافبک، رساندن توپ به مهاجمان برای گل‌زنی و کمک به مدافعان برای جلوگیری از گل‌خوردن است.
مهاجم: به بازیکنی گفته می‌شود که در خط جلو بازی می‌کند و نزدیک‌ترین بازیکن هر تیم به دروازهٔ حریف است. وظیفه اصلی مهاجم گلزنی است. مهاجم زیر مجموعه‌های مختلفی مانند مهاجم نوک، مهاجم کنار و مهاجم کاذب دارد.
بازیکن ذخیره: بازیکن فوتبالی است که بر روی نیمکت می‌نشیند و در مسابقات استاندارد، حداکثر ۳ بازیکن ذخیره می‌توانند جایگزین بازیکنان اصلی شوند.
هت‌تریک: اگر یک بازیکن در یک مسابقه سه بار گل‌زنی کند؛ می‌گویند او هت‌تریک کرده است.
دروازه بسته (کلین شیت): هنگامی که یک تیم در یک مسابقه هیچ توپی وارد دروازه‌اش نشود؛ می‌گویند آن تیم (یا دروازه‌بان آن تیم) دروازه بسته (کلین شیت) انجام داده است.
دیواره دفاعی: یک ردیف از بازیکنان فوتبال است که شانه به شانه یک‌دیگر می‌ایستند و تلاش می‌کنند جلوی شوت بازیکنان حریف به دروازه خودی را در زمان نواخت ضربه ایستگاهی مستقیم بگیرند. این ردیف انسانی می‌بایست حداقل ۱۰ یارد از توپ کاشته‌شده فاصله داشته باشد.
آوانتاژ: قانونی است که به داور اجازه می‌دهد در مواردی که خطایی را روی بازیکنی تشخیص داده است، اگر تشخیص دهد که در جریان ماندن بازی به نفع بازیکن هدف خطا است، اعلام خطا نکند و بازی را ادامه دهد و زمانی که توپ از جریان بازی خارج شد به بازیکن خطا کار تذکر می‌دهد.

## بازی
فوتبال قواعدی دارد که قوانین فوتبال نامیده می‌شوند و بازی براساس آن‌ها انجام می‌گیرد. توپ فوتبال وسیله‌ای است که بازی با آن انجام می‌گیرد و دور آن ۷۱ سانتی‌متر است. در زمین فوتبال، دو تیم که هر کدام از یازده بازیکن (شامل مهاجم، هافبک، مدافع و یک دروازه‌بان) تشکیل شده، به رقابت با یک‌دیگر می‌پردازند و آرمان هر تیم وارد کردن توپ به دروازهٔ حریف یا اصطلاحاً گل زدن است. هر تیمی که در پایان بازی گل بیشتری به ثمر رسانده‌باشد، برندهٔ بازی است و تیم مقابل بازنده است. اگر هر دو تیم به تعداد مساوی گل به ثمر برسانند، با هم مساوی یا تساوی کرده‌اند. هرتیم یک کاپیتان دارد که تیم را رهبری می‌کند.
هیچ بازیکنی در زمین به جز دروازه‌بان حق دست‌زدن و زدن بازو به توپ را ندارد و پرتاب توپ توسط دروازه‌بان، یک نوع آغاز مجدد بازی است. بازیکنان معمولاً با پای خود توپ را در زمین جابه‌جا می‌کنند و گاهی از دیگر بخش‌های بدن (به‌ویژه سر) نیز برای جابه‌جا کردن توپ استفاده می‌کنند. بازیکنان تنها از دست‌ها و بازوهای خود نمی‌توانند استفاده‌کنند. همهٔ بازیکنان توپ را در هر جهت و در سراسر زمین جابه‌جا می‌کنند، اما نمی‌توان توپ را در موقعیت آفساید دریافت‌کرد.

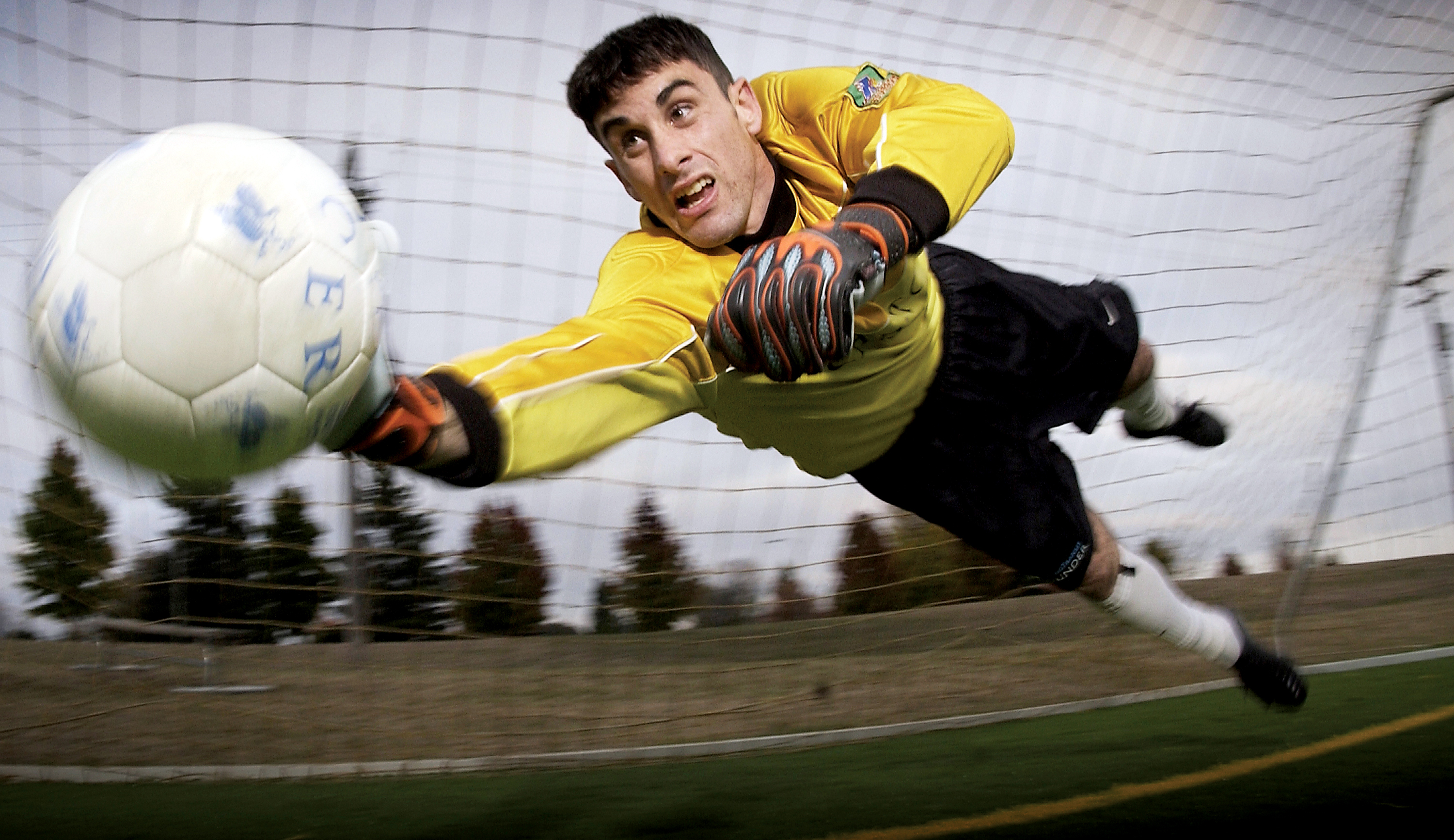
دروازه‌بان تلاش می‌کند که از ورود توپ به دروازهٔ خود جلوگیری‌کند.

بازیکنان با روش‌های کنترل توپ از جمله دریبلینگ (دریبل کردن)، پاس‌دادن توپ به هم‌تیمی، شوت‌زدن که معمولاً با عکس‌العمل دروازه‌بان روبه‌رو می‌شود، برای خود فرصت گل‌زنی ایجاد می‌کنند. بازیکنان برای جلوگیری از پیشروی فوتبالیست‌های رقیب، اعمالی چون بریدن پاس‌ها، تکل‌زدن و برخورد فیزیکی با بازیکنان تیم مقابل را انجام می‌دهند. فوتبال به‌طور کلی یک بازی روان است و تنها هنگامی که توپ از زمین بازی بیرون‌برود یا داور خطای بازیکنی را گرفته‌باشد، متوقف می‌شود. پس از توقف، بازی مجدداً آغاز می‌گردد.
در سطح حرفه‌ای، معمولاً تعداد زیادی گل به‌ثمر می‌رسد. برای نمونه، در فصل ۶۴–۱۹۶۳ لیگ برتر انگلستان به‌طور متوسط در هر بازی ۳٫۴۰ گل به‌ثمر رسید. قوانین بازی برای دروازه‌بان با ۱۰ بازیکن دیگر متفاوت است و تاکنون، تعداد زیادی نقش‌های تخصصی در زمین ایجاد شده است. از دیدگاه کلی‌تر، این ۱۰ بازیکن شامل سه دسته می‌شوند: مهاجمان، هافبک‌ها، مدافعان. گاهی بازیکنان پست‌های خود را در زمین با یک‌دیگر عوض می‌کنند که دروازه‌بان قابلیت انجام این کار را ندارد. برای نمونه، مدافع مرکزی می‌تواند جای خود را با هافبک چپ و راست عوض‌کند. این ۱۰ بازیکن ممکن است در هر پستی به‌جز دروازه‌بانی قرارگیرند. سبک بازی پست‌ها با یک‌دیگر فرق‌دارد؛ مهاجمان بیشتر سبک بازی هجومی دارند و برخلاف آن‌ها، مدافعان کم‌تر در اندیشهٔ اجرای یک بازی هجومی و سرعت‌بخشیدن به بازی هستند. معمولاً هر بازیکن در پست تخصصی خود بازی می‌کند و کمتر در زمین جابه‌جا می‌شود و پست خود را در زمین تغییر می‌دهد. هرتیم دارای یک سیستم است و این سیستم و تاکتیک‌های تیم را معمولاً سرمربی شکل می‌دهد.

## پیشینه

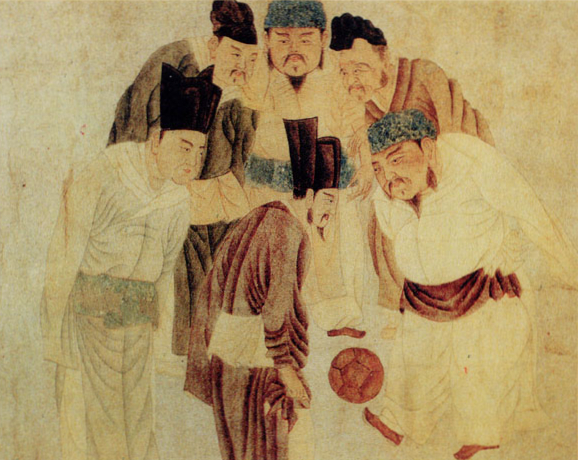
نقاشی مربوط به سال ۱۳۰۰ (میلادی) که امپراتور سونگ را در حال انجام بازی کوجو با دیگر اشرافیان نشان می‌دهد.

فوتبال از آسیا ظهور کرد و در این قارهٔ کهن آغاز گردید. شواهد تاریخی نشان می‌دهد که قدمت بازی فوتبال به سدهٔ دوم و سوم پیش از میلاد در چین بازمی‌گردد. پرچم‌دار این ورزش دودمان هان بودند که به توپی چرمی پرشده از پر و مو لگد می‌زدند. دور این توپ‌ها حدود ۴۰–۳۰ سانتی‌متر بوده است. این بازی چینی «تسو چو» نام‌داشت و امپراتوری هان در دوران زمامداری خود، این بازی را در سراسر چین گسترش‌داد. نوع دیگری از این ورزش حدود ۶۰۰–۵۰۰ سال بعد در ژاپن آغاز گردید؛ اما هیچ مسابقهٔ رقابتی میان ژاپن و دودمان هان صورت‌نگرفت. در آن زمان، بازیکنان در دایره‌ای نسبتاً کوچک می‌ایستادند و توپ را از یک‌دیگر عبور می‌دادند. «کمری» نام ژاپنی این بازی بود و در مقایسه با فوتبال امروزی بسیار متفاوت بود. سپس فوتبال در یونان و به شکل ورزش هارپاستوم در روم نیز رواج پیدا کرد. فوتبال در بازی‌های یونانیان و رومیان تغییرات عمده‌ای یافت؛ به‌طوری‌که دو تیم در یک میدان مستطیل‌شکل که خط میانی میدان نیز داشته است، بازی می‌کردند. مردمی که هارپاستوم بازی می‌کردند، اغلب مردم خشنی بودند، به توپ لگد می‌زدند تا آن را از خط دروازه عبور دهند یا به کس دیگری پاس بدهند که وی چنین عملی انجام دهد. تیم دیگر نیز قصد متوقف‌کردن روند تیم حریف و بازپس‌گیری توپ را به هر طریق ممکن انجام می‌داد! هیچ طول و عرض خاصی برای میدان بازی در نظر گرفته نمی‌شد؛ بازیکنان شماره‌ای نداشتند و کمبود قوانین احساس می‌شد.

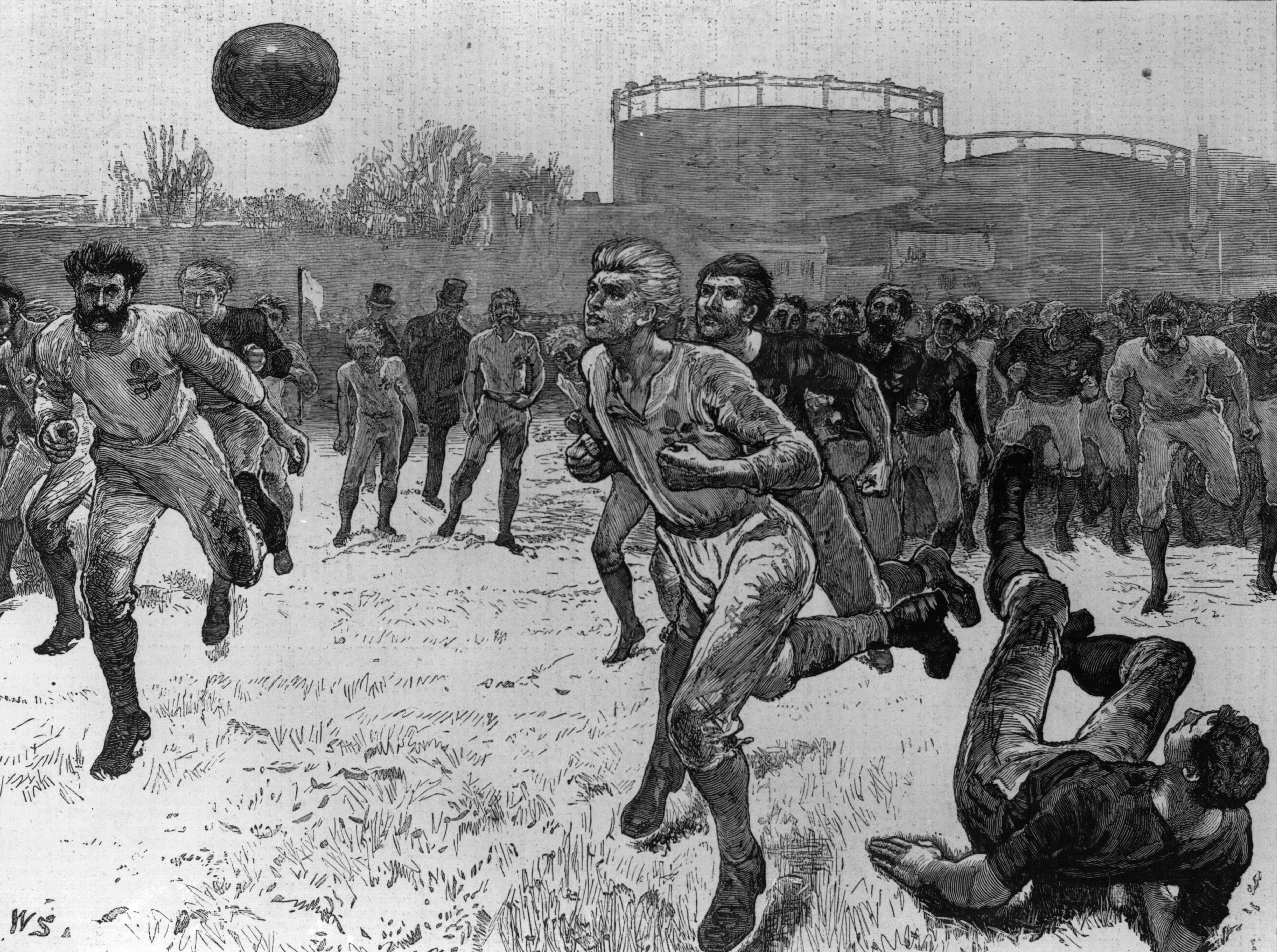
اولین مسابقهٔ فوتبال بین‌المللی انگلستان و اسکاتلند در سال ۱۸۷۲ (میلادی)

مدرن‌ترین نسخهٔ فوتبال در سدهٔ دوازدهم میلادی از انگلستان سرچشمه گرفته است. این بازی در انگلستان بسیار محبوب‌شد؛ اما پادشاهان هنری دوم و هنری چهارم انگلستان فوتبال را ممنوع‌کردند. آن‌ها معتقد بودند که محبوبیت فوتبال به محبوبیت ورزش‌های سنتی انگلستان مانند شمشیربازی و تیراندازی با کمان لطمه می‌زند.
پیشینهٔ معاصر این بازی جهانی به بیش از ۱۰۰ سال پیش بازمی‌گردد؛ زمانی که این ورزش در انگلستان شکل‌گرفت و اتحادیه فوتبال انگلستان به وجود آمد و فوتبال به ورزشی رسمی تبدیل‌شد. فوتبال به سبک امروزی، در اوایل سال ۱۸۰۰ میلادی در هفت مدرسهٔ عمومی انگلستان آغاز گردید. شش مدرسه تقریباً همان فوتبال به سبک قدیمی را اجرا می‌کردند؛ اما مدرسهٔ راگبی انگلستان که در سال ۱۵۶۷ تأسیس‌شده بود، نسخه‌ای متفاوت از فوتبال را ارائه‌داد. مدارس دیگر نیز قوانینی را ساخته و در پایان، بازی فوتبال مدرن را بنیان‌گذاری کردند. در این سال اندازه و وزن توپ‌ها نیز استاندارد شد. در نخستین بازی ۹۰ دقیقه‌ای فوتبال، دو تیم لندن و شفیلد در سال ۱۸۶۶ به رقابت با یک‌دیگر پرداختند.
پس از آن انگلستان شروع به گسترش فوتبال کرد و آن را از مرز اروپا نیز گذراند. برای نخستین‌بار در سال ۱۸۶۷ فوتبال در آرژانتین، به عنوان یک کشور غیراروپایی راه‌یافت. ملوانان، بازرگانان و سربازان بریتانیایی به‌سرعت فوتبال را به‌نقاط مختلف جهان مانند ایتالیا، اتریش، آلمان، آرژانتین، اروگوئه و برزیل بردند. اگرچه در زمان‌های قدیم تنها مردان فوتبال بازی می‌کردند؛ اما در اواخر سده نوزدهم، زنان هم به انجام فوتبال پرداختند. در طول جنگ جهانی اول که مردان در مشاغل خود بودند، زنان فوتبال بازی می‌کردند. در حدود سال ۱۸۷۵، پادشاه ادوارد سوم انگلستان فوتبال را به‌دلیل خشونت، غیرقانونی دانست و اعلام‌کرد که اگر کسی فوتبال بازی‌کند، به زندان خواهد افتاد.
- مردان[۴۰]
  - گروه سنی بزرگسالان
  - گروه سنی زیر ۲۰ سال
  - گروه سنی زیر ۱۷ سال
- زنان
  - گروه سنی بزرگسالان
  - گروه سنی زیر ۲۰ سال
  - گروه سنی زیر ۱۷ سال

فوتبال برای نخستین‌بار به بازی‌های المپیک تابستانی ۱۹۰۰ پاریس، فرانسه راه‌یافت. در ابتدا قراربود که چهار بازی در این جام میان تیم ملی فوتبال فرانسه با سوئیس، بلژیک، آلمان و انگلستان صورت‌گیرد. اما آلمان و سوئیس به پاریس نیامدند. بازی‌ها کاملاً بدون برنامه بود و سرانجام، تیم ملی فوتبال انگلستان قهرمان جام شد.
فدراسیون بین‌المللی فوتبال (فیفا) در تاریخ ۲۱ مه ۱۹۰۴ در پاریس، فرانسه بنیان‌گذاری‌شد. کامیابی‌های ورزش فوتبال در بازی‌های المپیک تابستانی سبب شد که مقامات فیفا به فکر تشکیل مسابقات جهانی بیافتند. ایدهٔ برگزاری مسابقات جام جهانی فوتبال را ژول ریمه، رئیس وقت فیفا ارائه‌داد و این سازمان در کنگره‌ای در ۲۸ مه ۱۹۲۸ در آمستردام با برگزاری مسابقات جام جهانی موافقت‌کرد. از همان آغاز، اروگوئه که قهرمان مسابقات فوتبال بازی‌های المپیک تابستانی ۱۹۲۴ و ۱۹۲۸ شده‌بود، پیشتاز جام جهانی شد و میزبانی جام جهانی فوتبال ۱۹۳۰ را برعهده‌گرفت و قهرمان این جام نیز شد.
باشگاه فوتبال شفیلد نخستین باشگاه فوتبال است و قدمتی ۱۵۲ ساله دارد و در سال ۱۸۵۷ در شهر شفیلد که در انقلاب صنعتی، عمده مرکز تولید فولاد بود، بنیان‌گذاری شد. لیگ قهرمانان اروپا یکی از معتبرترین جام‌های باشگاهی فوتبال است که قدمت آن به سال ۱۹۵۵ بازمی‌گردد. رئال مادرید در پنج دورهٔ نخست این مسابقات به قهرمانی رسید. جام باشگاه‌های جهان یکی از معتبرترین مسابقات بین‌المللی فیفا است که در سال ۲۰۰۰ بنیان‌گذاری شد و در نخستین دورهٔ آن، باشگاه فوتبال کورینتیانس از برزیل به مقام قهرمانی رسیده است. امروزه ۲۰۷ کشور دارای تیم ملی فوتبال هستند.

## قوانین

### بازیکنان، تجهیزات و مقامات
یک بازی شامل دو تیم است که هرکدام ۱۱ بازیکن درون زمین دارند که یکی از آن‌ها دروازه‌بان است. اگر تعداد بازیکنان یک تیم درون زمین کم‌تر از ۷ نفر باشد، یا بیش از چهار بازیکن از یک تیم کارت قرمز بگیرند، بازی لغو می‌شود. در مسابقات رسمی، حداکثر سه بازیکن می‌توانند جایگزین سه بازیکن درون زمین بشوند. در همه مسابقات، باید نام بازیکن جایگزین به داور داده‌شود. هریک از بازیکنان در طول بازی می‌توانند جایگزین دروازه‌بان شوند. اگر بازیکنی بدون اجازه داور جایگزین بازیکنی دیگر شود، بازی توسط داور متوقف می‌شود؛ بنابراین تا هنگامی که بازی در جریان است، بازیکنی نمی‌تواند جایگزین بازیکن دیگر شود و باید بازی متوقف‌شود تا تعویض انجام‌گیرد.
بازیکنان حق استفاده از وسایل خطرناک مانند جواهرات را ندارند. برخی از تجهیزات پایه بازیکنان که داشتن آن‌ها اجباری است، عبارتند از: یک پیراهن بدون آستین که می‌توان از زیر آن پیراهنی آستین‌دار پوشید؛ به شرطی که رنگ پیراهن آستین‌دار هم‌رنگ پیراهن بدون آستین‌باشد. یک شورت ورزشی که اگر از زیرش شورتی دیگر پوشیده‌شود، باید هم‌رنگ شورت اصلی باشد. یک جوراب کش‌باف ساق‌دار که ظاهراً ساق بلندی هم دارد و کفش. بازیکن علاوه بر تجهیزات پایه، باید ساق‌بند داشته‌باشد که کاملاً توسط جوراب ورزشی پوشیده‌شده است و از لاستیک، پلاستیک یا مواد مشابه آن‌ها ساخته‌شده است.
بازیکنان هر دو تیم و داوران باید لباس‌هایی را بپوشند که تیم‌ها و داوران را از یک‌دیگر متمایز بکند. علاوه بر این، دروازه‌بانان نیز باید لباس‌هایی بپوشند که آن‌ها را از هم‌تیمی‌هایشان و داوران متمایز و جدا کند. بازیکنان نمی‌توانند هیچ‌گونه شعار و تبلیغات سیاسی و مذهبی و شخصی را روی تجهیزات پایه خود آشکار کنند. همچنین بازیکنان باید هرگونه شعار و تبلیغات سیاسی و مذهبی را از روی لباس زیرین پیراهن ورزشی خود ازبین‌ببرند. آشکار کردن شعارها و تبلیغات سیاسی و مذهبی و شخصی توسط فیفا تحریم شده است.
هر بازی توسط داوری مقتدر که توانایی اجرای همه اعمال داوری در زمین را داشته‌باشد، اداره می‌شود. داوران تنها در صورت مشورت با کمک‌داوران یا داور چهارم (به‌شرط این که بازی مجدداً آغاز نشده‌باشد)، نظر خود را تغییر می‌دهند یا بازی را فسخ می‌کنند. در زمین دو کمک‌داور وجوددارد که صلاحیت اعتراض به تصمیمات نادرست داور وسط را برعهده‌دارند. آن‌ها برای کنترل درست بازی معمولاً حدود ۹٫۱۵ متر (۱۰ یارد) از خط عرضی زمین فاصله‌دارند. داور چهارم نیز یکی دیگر از مقامات داوری است که بیرون زمین قرار دارد و مسئولیت‌هایی همچون هماهنگی تعویض بازیکن‌های تیم‌ها را برعهده‌دارد. در صورتی که یکی از کمک‌داوران توانایی ادامهٔ کمک‌داوری بازی را نداشته‌باشد، داور چهارم جایگزین او می‌شود. در مسابقات جام ملت‌های اروپا ۲۰۱۲، دو داور به‌طور آزمایشی روی خط دروازه‌ها ایستادند و کمک‌داوران را در تصمیم‌گیری به‌ویژه تصمیم‌گیری‌های منطقهٔ پنالتی کمک کردند. چندی پیش، فیفا به فدراسیون‌های عضو خود اعلام‌کرد که آن‌ها می‌توانند در صورت داشتن فناوری لازم، از فناوری گل–لاین استفاده‌کنند و این فناوری در جام جهانی فوتبال ۲۰۱۴ و از فصل ۲۰۱۴–۲۰۱۳ در لیگ برتر انگلستان مورد استفاده قرار گرفت. فناوری گل–لاین روشی است که اعلام می‌کند آیا توپ از خط دروازه رد شده است یا خیر و دستیار الکترونیکی داور محسوب می‌شود. امکان‌دارد که در اثر سرعت بسیار توپ، داور درست نبیند که آیا توپ از خط دروازه گذشته است یا خیر و دچار اشتباه شود و این فناوری گذشتن یا نگذشتن توپ از خط دروازه را از طریق ساعت داور، به او اعلام می‌کند.

### زمین استاندارد بازی

ابعاد زمین فوتبال

زمین بازی فوتبال باید مستطیل‌شکل با سطحی از جنس چمن باشد. با توجه به این که قوانین فوتبال در انگلستان شکل گرفته است، اندازه زمین فوتبال براساس دستگاه امپراتوری بیان می‌شوند و در این اندازه‌گیری، از دستگاه متریک استفاده نمی‌شود. استفاده از واحدهای اندازه‌گیری دیگر، به‌شکل سنتی در خارج از بریتانیا نیز مرسوم است.
طبق ابعاد میدان زمین که توسط هیئت بین‌المللی فوتبال نوشته شده است، طول زمین باید ۹۰ تا ۱۲۰ متر (۱۰۰ تا ۱۵۰ یارد) و عرض آن ۴۵ تا ۹۰ متر (۵۰ تا ۱۰۰ یارد) باشد. خط میانی زمین که به‌اندازه عرض زمین است، مناطق حمله و دفاع دو تیم را جدا می‌کند و شعاع دایره میانی میدان ۹٫۱۵ متر (۱۰ یارد) است. زمین از دو سمت به محوطه جریمه مستطیل‌شکل امتداد می‌یابد و این محوطه جریمه ۱۶٫۵ متر (۱۸ یارد) از خط دروازه فاصله‌دارد. محوطه کوچک مستطیل‌شکل درون محوطه جریمه که منطقهٔ گل‌زنی نامیده می‌شود، ۵٫۵ متر (۶ یارد) از خط دروازه فاصله دارد.
فاصلهٔ نقطهٔ پنالتی تا خط دروازه ۱۱ متر (۱۲ یارد) است. دور نقطهٔ کرنر یک‌چهارم دایره‌ای وجود دارد که شعاع آن ۱ متر (۱ یارد) است. فاصلهٔ میان دو تیرک دروازه ۷٫۳۲ متر (۸ یارد) و فاصلهٔ میان سر تا ته آن نیز ۲٫۴۴ متر (۲٫۷۵ یارد) است. طول محوطه جریمه ۴۰ متر (۴۴ یارد) است.

### مدت زمان، گل زده و سیستم

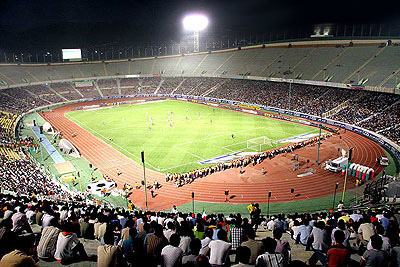
نمایی از ورزشگاه آزادی تهران. اسکوربردی که در این ورزشگاه وجوددارد، مدت زمان و نتیجهٔ بازی را اعلام می‌کند.

بازی فوتبال در دونیمه ۴۵ دقیقه‌ای اجرا می‌شود و ممکن‌است که با موافقت دو تیم و داور، مدت زمان آن کاهش‌یابد. هرگونه تغییر مدت بازی باید پیش از آغاز بازی میان داور و دو تیم هماهنگ شود. (برای نمونه، به دلیل نبود نور کافی هر نیمه به ۴۰ دقیقه تغییر زمان می‌دهد) میان دونیمه بازی وقت استراحتی به‌مدت ۱۵ دقیقه تعیین‌شده است و مدت‌زمان آن فقط با موافقت داور تغییر می‌کند. وقت‌های اضافهٔ پس از دونیمه به‌منظور اجرا کردن وقت‌های تلف‌شده‌ای است که در اعمالی مانند تعویض بازیکنان، بررسی آسیب‌دیدگی بازیکنان، بیرون‌آوردن بازیکنان آسیب‌دیده از زمین، اتلاف وقت یا هر دلیل دیگری تلف‌شده است. تعیین چند دقیقه وقت تلف‌شده در هر بازی به‌عهدهٔ داور وسط است. هر چقدر وقت برای زدن یک ضربه پنالتی تلف‌شود، داور آن را در وقت‌های اضافهٔ پایان هر نیمه در نظر خواهد گرفت.
در صورتی که در مسابقات حذفی تیم برنده در طول در ۹۰ دقیقه و وقت‌های اضافه مشخص نشود، باید از ضربات پنالتی استفاده‌کرد. پنج بازیکن دلخواه می‌توانند برای هرتیم یک پنالتی بزنند. اگر برنده در پنج پنالتی نخست نیز مشخص‌نشود، ضربات پنالتی وارد مرحلهٔ مرگ ناگهانی می‌شود که هرتیم یک پنالتی می‌زند و به این معنی است که اگر یک تیم پنالتی را تبدیل به گل کرد و تیم دیگر موفق به انجام این کار نشد، تیم گل‌زن برنده بازی می‌شود.
قانون گل زده در خانه حریف یکی از قوانین رسمی مسابقات رفت و برگشت اینطور است که در صورت برابر بودن تفاضل گل دو تیم در دوبازی، تیمی که در خانه حریف گل بیشتری زده‌باشد، برنده مجموع دو بازی است و به مرحلهٔ بعدی راه پیدا می‌کند. این قانون توسط یوفا طراحی‌شد و برای نخستین‌بار در جام در جام اروپا ۱۹۶۶–۱۹۶۵ استفاده‌شد و در سال ۱۹۶۸–۱۹۶۷ نیز به لیگ قهرمانان اروپا راه‌یافت. پس از این، در مسابقات دیگر این قاره نیز به تصویب رسید.

نمایی از سیستم ۲–۴–۴ در زمین فوتبال

گل طلایی در فوتبال به گلی اطلاق می‌گردد که اگر در وقت‌های اضافهٔ ۱۵ دقیقه‌ای به‌ثمر رسانده‌شود، تیم گل‌زن برنده بازی می‌شود و بازی به پایان می‌رسد. گل طلایی را در گذشته‌های نه‌چندان دور مرگ ناگهانی می‌نامیدند؛ این اصطلاح برای نخستین‌بار در سال ۱۹۹۲ برداشته‌شد و اصطلاح گل طلایی بر آن نهاده‌شد. گل طلایی در سال ۱۹۹۳ توسط فیفا معرفی‌شد که در آن زمان‌ها عنصری کلید در تعیین برنده در مسابقات حذفی محسوب می‌شد. نخستین گل طلایی در مسابقهٔ میان استرالیا و اروگوئه در یک‌چهارم نهایی جام جهانی فوتبال زیر ۲۰ سال به ثمر رسید. در پی طوفان شکایات و گله‌ها از این قانون، یوفا گل نقره‌ای را در سال ۲۰۰۲ معرفی‌کرد و این قانون جایگزین گل طلایی شد. گل نقره‌ای یکی از روش‌های تعیین برنده در مسابقات حذفی به‌شمار می‌رفت. اگر در طول ۹۰ دقیقه دو تیم به‌تساوی برسند و تیمی در یکی از وقت‌های اضافهٔ ۱۵ دقیقه‌ای گلی به‌ثمر برساند و آن نیمهٔ وقت اضافه به پایان برسد، تیم گل‌زن برنده بازی است. گل نقره‌ای قانونی اجباری بوده است. نخستین گل نقره‌ای در جام یوفا ۲۰۰۳ به‌ثمر رسیده است. همچنین در جام ملت‌های اروپا ۲۰۰۴ مورد استفاده قرارگرفت؛ به‌طوری‌که یونان با به‌ثمر رساندن گل نقره‌ای مقابل جمهوری چک، به مسابقهٔ پایانی راه‌یافت. این قانون نیز توسط هیئت بین‌المللی فوتبال برداشته شد.
به تاکتیک‌هایی که سرمربی برای بازی تیم در نظر می‌گیرد و بازیکنان مطابق این تاکتیک‌ها در زمین چیده می‌شوند، سیستم فوتبال می‌گویند که به‌نوعی همان ساختار تیم است. دروازه‌بان یک پست ثابت‌است و در سیستم جایی ندارد و ده بازیکن دیگر در این سیستم در زمین چیده می‌شوند. از جملهٔ این سیستم‌ها می‌توان به ۲–۴–۴، ۱–۱–۴–۴، ۱–۵–۴، ۳–۳–۴ و ۲–۳–۵ اشاره‌نمود. سیستم ۲–۴–۴ یکی از رایج‌ترین سیستم‌های فوتبال است که در انگلستان بسیار کاربرد دارد و از ۴ مدافع، ۴ هافبک و ۲ مهاجم تشکیل شده است. سیستم ۱–۱–۴–۴ چنانچه از نامش پیداست، گیج‌کننده نیست. در این سیستم، چهار مدافع و چهار هافبک بازی می‌کنند و مهاجم دوم پشت مهاجم اصلی قراردارد. سیستم ۱–۵–۴ را به‌طور سنتی تیم‌های اروپایی در لیگ‌های برتر خودشان به‌کار می‌گیرند. این سیستم از چهار مدافع، پنج هافبک و یک مهاجم تشکیل شده است. سیستم ۳–۳–۴ یک سیستم کاملاً هجومی است. این سیستم از چهار مدافع، سه هافبک و سه مهاجم تشکیل می‌شود و علاوه بر حمله‌کردن با سه مهاجم، خط هافبکی قوی و نیرومند را دارا می‌باشد. سیستم ۲–۳–۵ نیز تا چند سال پیش به یک سیستم محبوب تبدیل‌شده و به‌خوبی امکان جابه‌جایی مهاجمان و مدافعان را فراهم می‌کند. این سیستم همان‌طور که از نامش پیداست، از پنج مدافع، سه هافبک و دو مهاجم تشکیل شده است. یکی از سیستم‌های نوین فوتبال ۱–۴–۱–۴ است که ساختاری مانند ۳–۳–۴ دارد، با این تفاوت که هافبک‌ها و مهاجمان چپ و راست تقریباً روی یک خط بازی می‌کنند و مهاجم نوک از دیگر مهاجمان جلوتر بازی می‌کند. از دیگر سیستم‌های محبوب فوتبال، ۲–۵–۳ است که شامل سه مدافع، پنج هافبک و دو مهاجم می‌شود.

### قوانین هفده‌گانه فیفا

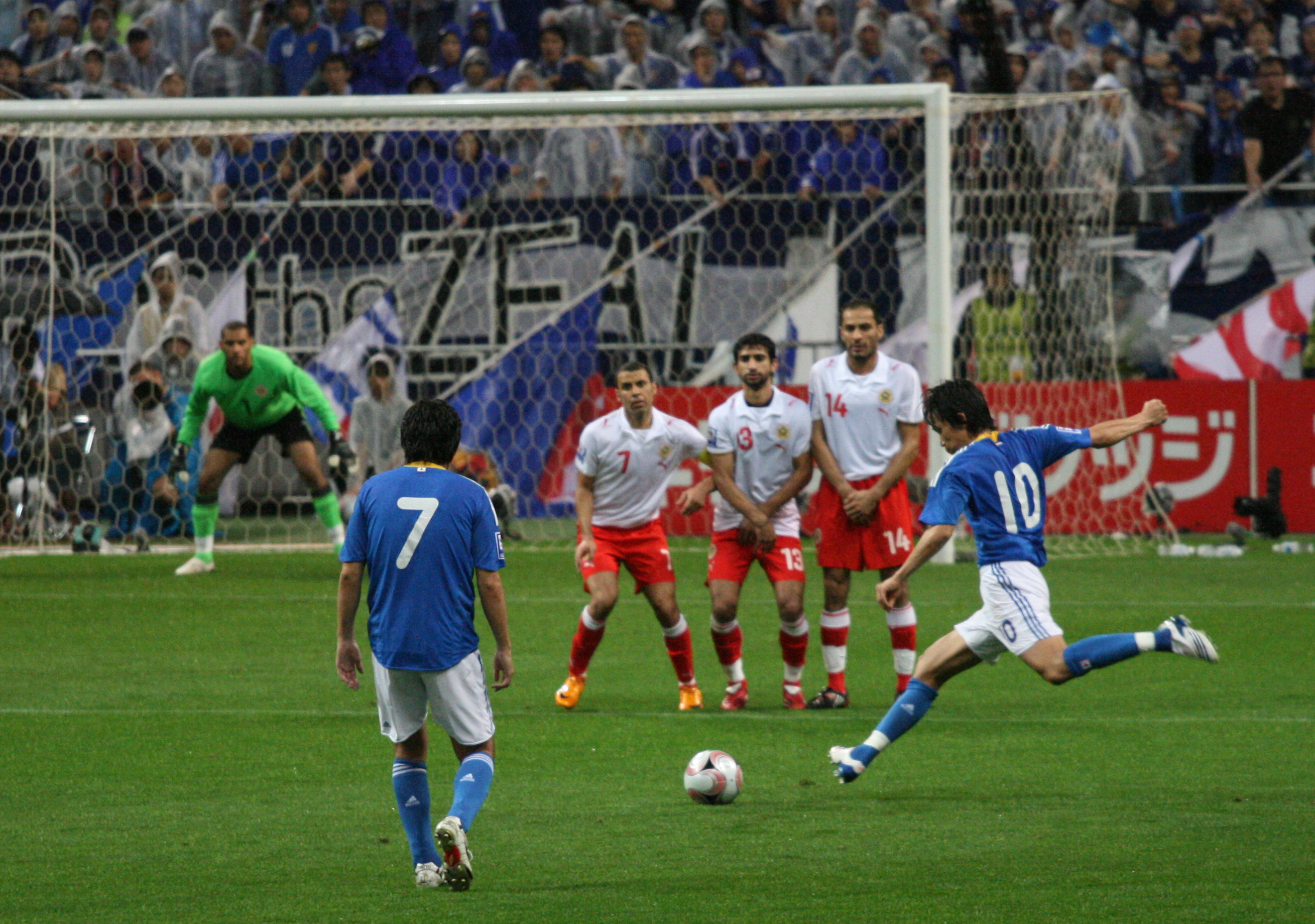
شونسوکی ناکامورا در حال زدن ضربه آزاد مستقیم، بازی ژاپن و بحرین در مقدماتی جام جهانی ۲۰۱۰

فیفا قوانینی در درون و بیرون از زمین فوتبال وضع کرده است. این قوانین در ۳ مارس ۲۰۱۲ تغییر کرد و در ۱ ژوئن ۲۰۱۲ به اجرا درآمد. در زیر به‌طور مختصر به شرح آن‌ها می‌پردازیم:
- زمین بازی: بازی باید روی چمن طبیعی یا مصنوعی به رنگ سبز انجام‌گیرد. از چمن مصنوعی در بازی‌های جام کنفدراسیون‌ها یا مسابقات بین‌المللی باشگاهی استفاده می‌شود. زمین‌ها باید حداقل کیفیت بین‌المللی تعیین‌شده توسط فیفا را داشته‌باشد.[۷۲]
- توپ: توپ بازی باید از چرم یا مواد مناسب دیگر ساخته شده‌باشد و محیط آن بیش از ۷۰ سانتی‌متر یا کم‌تر از ۶۸ سانتی‌متر نباشد.[۷۳]
- تعداد بازیکنان: هرتیم در هر بازی باید ۱۱ بازیکن درون زمین داشته‌باشد که یکی از آن‌ها دروازه‌بان است. تیمی که افراد درون زمینش کم‌تر از ۷ بازیکن باشد، حق ادامهٔ بازی را ندارد.[۳۱]
- تجهیزات بازیکنان: بازیکن حق استفاده یا پوشیدن هرگونه چیز خطرناکی مانند جواهرات را ندارد.[۴۸]
- داور: هر بازی توسط یک داور که اقتدار کامل بر اجرای قوانین بازی را داشته‌باشد، کنترل می‌شود.[۴۹]
- کمک‌داوران: دو کمک‌داور در زمین وجود دارند که می‌توانند در این موارد به تصمیم داور اعتراض‌کنند: ۱- هنگامی که تمام توپ میدان بازی را ترک‌کند. ۲- هنگامی که کرنر، گل و پرتاب انجام می‌گیرد. ۳- هنگامی که ممکن‌است یک بازیکن در شرایط آفساید باشد. ۴- زمانی که تیمی درخواست تعویض‌کند. ۵- هنگامی که از دیدگاه داور، سوءرفتار یا هر حادثهٔ دیگری رخ‌دهد. ۶- هنگامی که خطایی انجام می‌گیرد، کمک‌داور می‌تواند مسئله را بهتر برای داور توضیح‌دهد. ۷- هنگامی که در ضربات پنالتی، پیش از این که بازیکن ضربه را بزند، دروازه‌بان پایش از خط دروازه جلوتر بیاید و توپ وارد دروازه شود، کمک‌داور اعتراض می‌کند.[۵۰]

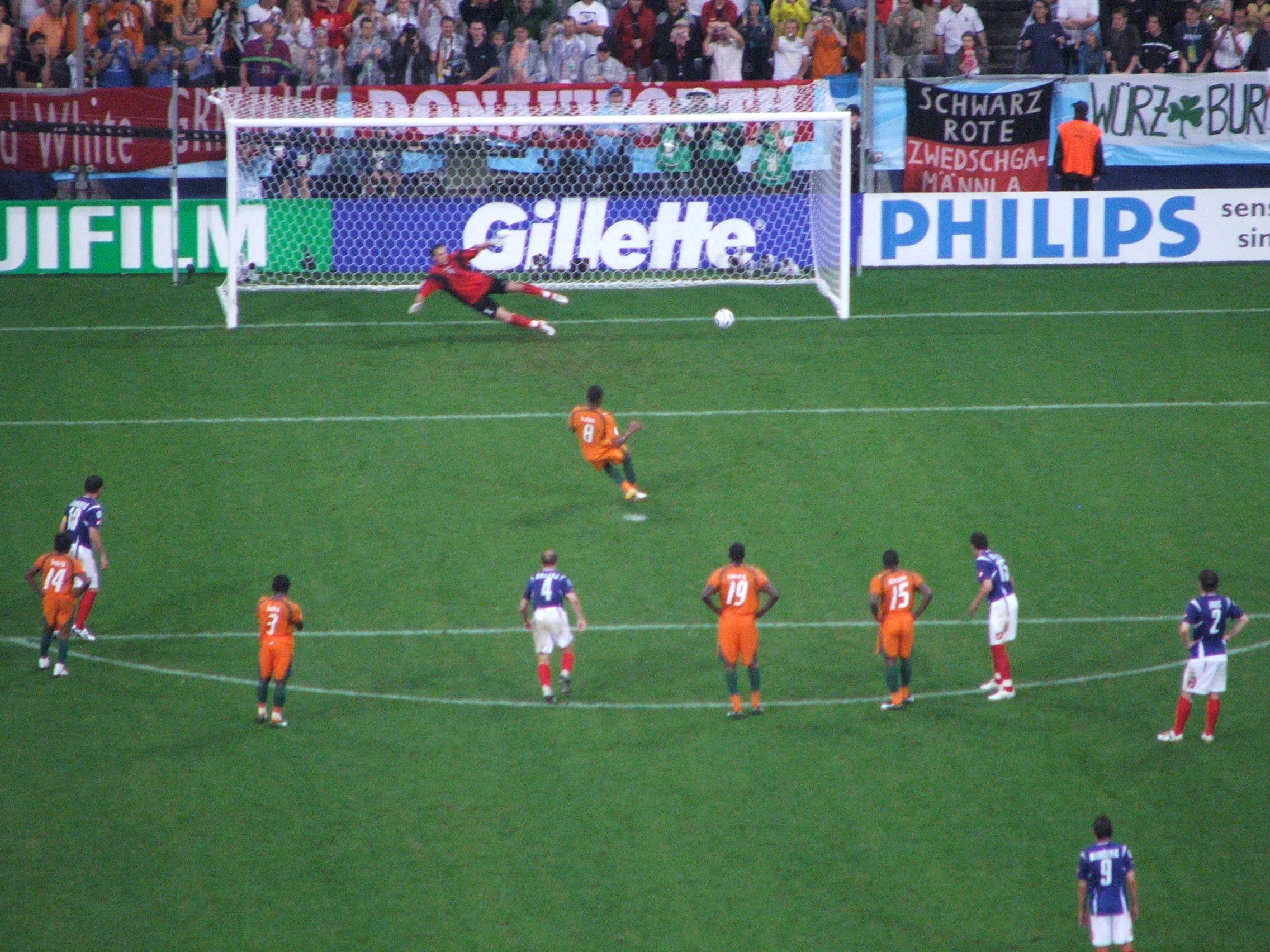
گل‌زدن با یک ضربه پنالتی توسط تیم ملی فوتبال ساحل عاج در خلال جام جهانی فوتبال ۲۰۰۶

- مدت زمان بازی: بازی فوتبال در دو نیمه ۴۵ دقیقه‌ای انجام می‌گیرد، مگر این‌که داور و دو تیم بر تغییر مدت زمان بازی توافق کرده‌باشند. هرگونه توافق برای تغییر مدت زمان بازی (برای مثال کاهش هر نیمه به ۴۰ دقیقه به‌دلیل نبود نور کافی) باید پیش از انجام بازی، صورت گرفته‌باشد.[۵۷]
- آغاز مجدد بازی: بازی در این موارد مجدداً آغاز می‌گردد: ۱- هنگام آغاز مسابقه ۲- پس از به‌ثمر رسیدن یک گل در طول بازی ۳- هنگام آغاز نیمه دوم ۴- هنگام آغاز هردو نیمه وقت‌های اضافی.[۲۹]
- توپ درون و بیرون از بازی: هنگامی که تمام توپ از خط دروازه یا خط‌های طولی و عرضی زمین رد شود، بازی توسط داور متوقف می‌شود.[۷۴]
- گل‌زدن: هنگامی که تمام توپ از خط دروازه رد شود، به‌شرطی که پیش از آن خطایی صورت نگرفته‌باشد، این تیم گل به‌ثمر رسانده است.[۷۵]
- آفساید: بر اساس این قانون بازیکنی که در موقعیت آفساید قرار دارد حق مشارکت فعال در بازی را ندارد. بازیکنی در موقعیت آفساید است که در هنگام زدن ضربه توپ توسط هم‌تیمیش هم جلوتر از توپ و هم جلوتر از بازیکن ماقبل آخر تیم حریف به دروازه حریف نزدیکتر باشد.[۷۶][۷۷]
- خطا و سوءرفتار: هنگامی که بازیکنی هریک از این خطاها را انجام‌دهد، خطا کرده است و ضربهٔ آزاد به تیم حریف تعلق می‌گیرد: ۱- زدن ضربه یا لگد به بازیکن حریف ۲- خطای پشت پا زدن یا تلاش برای انجام خطای پشت پا زدن ۳- پرش بر روی بازیکن حریف ۴- حمله به حریف ۵- حملات یا اقدام به حملات به حریف ۶- هل‌دادن حریف ۷- تکل‌زدن بر روی حریف.[۲۸]
- ضربات آزاد: ضربات آزاد یا به‌شکل مستقیم یا غیرمستقیم‌اند.[۷۸]
- ضربه پنالتی: اگر بازیکن تیم خودی، بر روی بازیکن حریف که در محوطهٔ جریمه‌شان است، خطا کند، خطای پنالتی صورت گرفته است. شانس گل‌زدن از ضربهٔ پنالتی به‌شکل مستقیم، بسیار زیاد است. زمان تلف‌شده برای زدن یک پنالتی، در پایان هر نیمه یا وقت اضافه گرفته می‌شود.[۷۹]
- پرتاب: پرتاب یکی از روش‌های آغاز مجدد بازی‌است. هنگامی که توپ به بازیکنی برخورد کند و تمام توپ از خط طولی زمین بیرون‌برود، تیم حریف باید توپ را از محل بیرون‌رفتن آن روی خط، پرتاب‌کند. گل‌زدن با یک پرتاب ممنوع‌است.[۸۰]
- ضربه گل: گل‌زنی یکی دیگر از روش‌های آغاز مجدد بازی‌است. اگر توپ از خط دروازه رد شود و بازیکن دیگری به توپ برخورد کند، آن ضربه گل محسوب می‌شود. یک گل ممکن‌است تنها با زدن یک ضربه به‌ثمر برسد.[۸۱]
- ضربه کرنر: ضربهٔ کرنر روشی دیگر برای آغاز مجدد بازی‌است. هنگامی که توپ به بازیکن خودی برخورد کند و از خط عرضی دروازه خودی رد شود، برای تیم حریف ضربهٔ کرنر به‌دست می‌آید. یک گل ممکن است از راه ضربهٔ کرنر به‌طور مستقیم به تیم حریف به‌ثمر رسانده‌شود.[۸۲]

## اقتصاد و درآمد

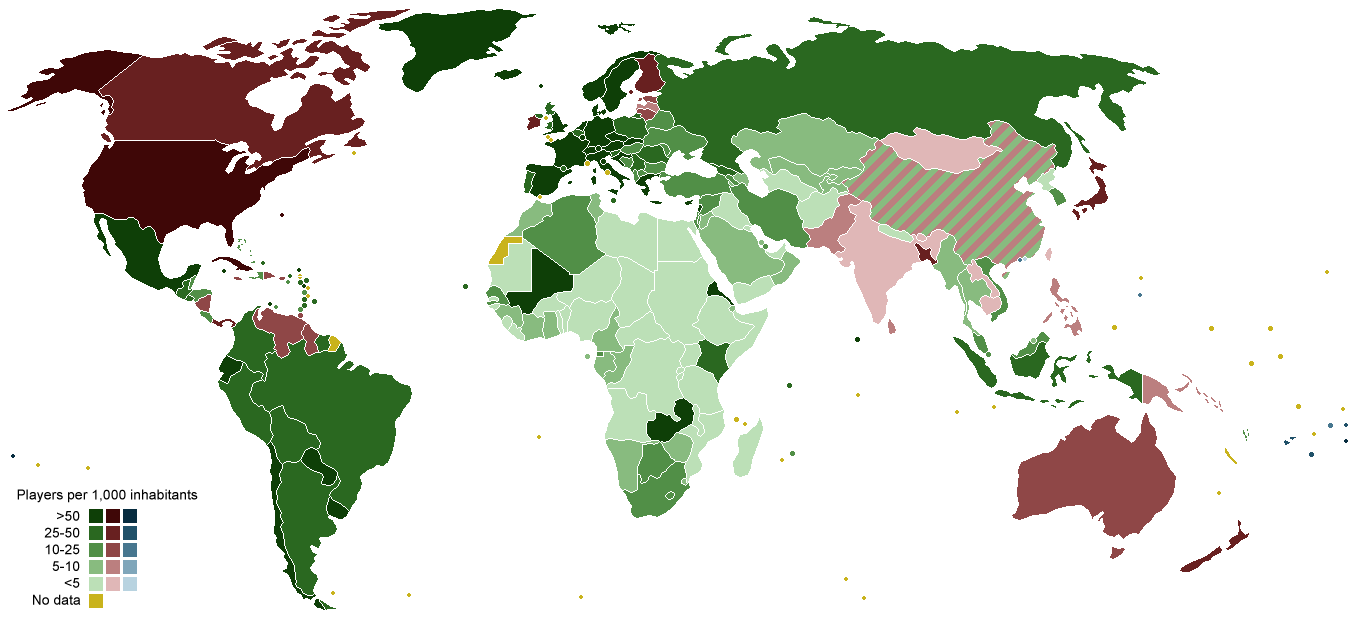
کشورهایی که در آن‌ها فوتبال محبوب‌ترین ورزش است با رنگ سبز نشان داده شده‌اند

فوتبال یکی از پردرآمدترین ورزش‌های جهان است. ۳۰ بازیکن فوتبال در فهرست ۱۰۰ ورزشکار پردرآمد جهان قراردارند. درآمدی که از فوتبال به دست می‌آید، عبارتند از: حقوق، پاداش، جایزهٔ مالی، هزینه‌های ظاهری، صدور مجوز و تأیید آن. دیوید بکهام، کریستیانو رونالدو و لیونل مسی به ترتیب در رتبهٔ هشتمین، نهمین و یازدهمین ورزشکاران پردرآمد جهان قراردارند. نیمار گران‌قیمت‌ترین بازیکن فوتبال تاریخ است که با قیمت ۲۲۲ میلیون یورو در سال ۲۰۱۷ از بارسلونا به باشگاه فوتبال پاری سن ژرمن پیوست. باشگاه فوتبال منچستر یونایتد با ارزشی معادل ۲٫۲۴ میلیارد دلار، ثروتمندترین باشگاه جهان است. همچنین، دو باشگاه اسپانیایی رئال مادرید و بارسلونا با ارزش‌هایی معادل ۱٫۸۷ و ۱٫۳۰ میلیارد دلار، دومین و سومین باشگاه فوتبال ثروتمند جهان هستند. رئال مادرید، با گردش مالی بیش از ۴۲۰ میلیون یورویی در فصل ۲۰۱۲–۲۰۱۱، برای هشتمین سال پی‌درپی، عنوان ثروتمندترین باشگاه جهان را از نظر میزان گردش مالی کسب کرد.
اسپانسرها یا حامیان مالی همیشه در فوتبال وجود دارند و از راه طرفداران فوتبال برای خود درآمدزایی می‌کنند. حامیان مالی فوتبال همان‌طور که از نامشان پیداست، هنگام مشکلات مالی تیم از تیم پشتیبانی مالی می‌کنند و تیم نیز دست‌آوردهای آن‌ها را تبلیغ می‌کند. شرکت آدیداس یکی از پیشروهای اسپانسری در فوتبال است که از این راه بازاریابی می‌کند. این شرکت طرح‌ها یا آرم‌های خود را بر روی پیراهن تیم‌ها در معرض نمایش قرار می‌دهند و موجب افزایش سود خود می‌شوند. البته تیم نیز سود زیادی از این کار می‌برد. هم بازیکنان و هم سران باشگاه از همکاری با اسپانسرها درآمد سرشاری کسب می‌کنند.

## چالش‌ها و حواشی

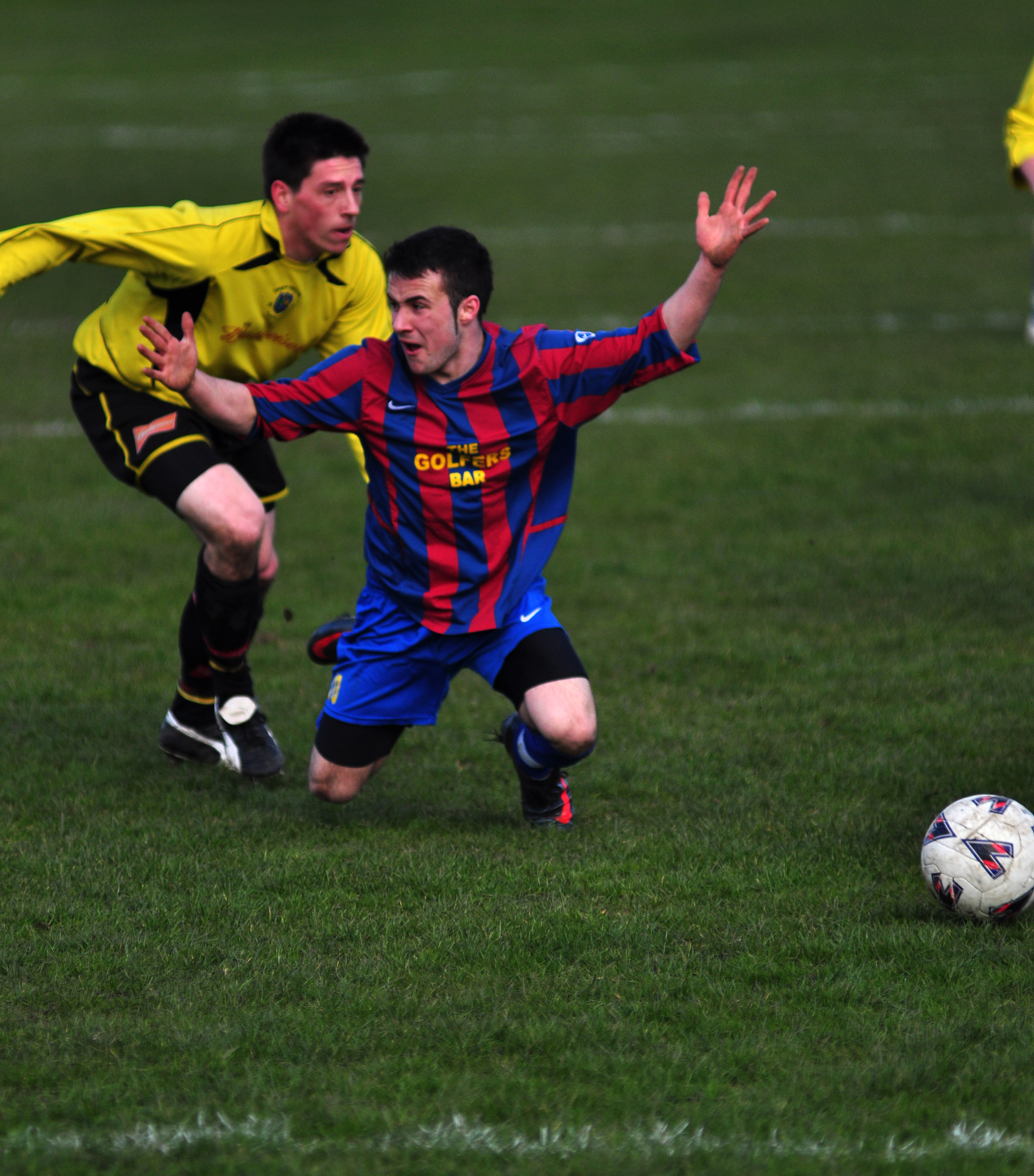
خطا بروی بازیکن بارسلونا

در فوتبال فریب داور نیز رخ می‌دهد. مانند به عمد خود را به زمین انداختن، تمارض، اتلاف وقت و … گاهی این کارها آن‌قدر ماهرانه صورت می‌گیرند که داوران هم متوجه آن نمی‌شوند؛ برای نمونه، دیه‌گو مارادونا در جام جهانی گلی با دست خود به‌ثمر رساند که داوران متوجه آن نشدند و آن گل بعدها لقب «دست خدا» را بر خود گرفت. قانون‌گذاران فوتبال، با فریب خود را به زمین انداختن را نادیده‌گرفته و تصمیم جدی دربارهٔ آن نگرفته‌اند. جیم بویس، معاون رئیس فیفا سپ بلاتر، می‌گوید: «با فریب خود را بر زمین انداختن، سرطان فوتبال است و بازیکنانی که این کار را انجام می‌دهند، گناه‌کار و مجرم محسوب می‌شوند.» اتلاف وقت یکی از راهبردهای تیم برای کسب نتیجه‌ای مطلوب در مسابقه است و تیمی که استفاده از راهبردهای قانونی را بی‌فایده می‌داند، به این کار روی می‌آورد. جایگزین‌کردن بازیکنان در اواخر بازی، وانمود کردن آسیب‌دیدن بازیکنان، تأخیر در انجام ضربات آزاد و پرتاب‌ها و گرفتن و ضربه‌زدن توپ توسط دروازه‌بانان از جمله کارها برای اتلاف وقت مسابقه است. بازیکنان اغلب توپ را به پرچم گوشهٔ زمین کنار نقطهٔ کرنر می‌برند و اندکی از وقت باارزش بازی را تلف می‌کنند.
فیفا ادعا می‌کند که وظیفهٔ محافظت بازیکنان از زورافزایی را به‌خوبی انجام می‌دهد و فوتبال عاری از زورافزایی است. فیفا قوانین سختگیرانه‌ای را برای مبارزه و کنترل زورافزایی وضع‌کرده و در این راه سازمان جهانی مبارزه با زورافزایی نیز فیفا را یاری می‌کند. سالانه تعداد بازیکنانی که زورافزایی می‌کنند، با نوساناتی همراه است و گاه این تعداد افزایش و گاه کاهش می‌یابد. فیفا هرسال از بازیکنان آزمایش زورافزایی می‌گیرد و گاهی ممکن‌است به‌طور ناگهانی بازیکنان تیمی را که مشکوک به زورافزایی است، مورد آزمایش زورافزایی قراردهد. برخی از چالش‌ها و حواشی مهم دیگر فوتبال عبارتند از:
- توهین‌های نژادپرستانه: برای نمونه، در بازی میان باشگاه فوتبال آ. ث. میلان و پرو پاتریا، طرفداران پاتریا به یک هافبک غنایی میلان به نام کوین پرینس بواتنگ توهین نژاد پرستانه کردند. او نیز توپ را به سوی طرفداران پاتریا شوت‌کرد و با عصبانیت زمین را ترک‌کرد. دیگر بازیکنان و مربیان میلان نیز به دنبال وی زمین را ترک کردند.[۹۶]
- عدم رعایت فیرپلی (بازی جوانمردانه): برای نمونه، یوفا از بایرن مونیخ به خاطر ۱۵ سال رعایت بازی جوانمردانه، به صورت نقدی تقدیر کرد. در سپتامبر ۲۰۱۲، یوفا قوانین فیرپلی مالی را به عنوان یک قانون به اجرا درآورد و ۲۳ باشگاه را برای عدم رعایت این قوانین جریمه‌کرد.[۹۷] فیرپلی مالی یوفا مجموعه آیین‌نامه‌ها و دستورالعمل‌هایی است که هدف آن، بازی جوانمردانه و نظم و انضباط بیشتر است که در سپتامبر ۲۰۰۹ به تصویب رسید.[۹۸]
- حوادث: برای نمونه، سانحه هیلسبورو در سال ۱۹۸۹ موجب مرگ ۹۶ نفر شد و در سانحه ورزشگاه هیسل، گروه بزرگی از طرفداران لیورپول از حصار رد شدند و میان آن‌ها و طرفداران یوونتوس دعوایی درگرفت که موجب مرگ ۳۲ نفر شد. یوفا نیز در پاسخ به این کار طرفداران لیورپول را از حضور در رقابت‌های اروپایی تا اوایل سال ۱۹۹۰ میلادی ممنوع‌کرد و تعدادی از طرفداران این باشگاه نیز به‌جرم آدم‌کشی و قتل محاکمه‌شدند.[۳۸]
- مافیای فوتبال: برای نمونه، مافیا و گانگسترهای ایتالیایی با استفاده از متن‌های فوتبال، به زندانیان محکوم‌شده پیامک‌های سری می‌زنند. دادستان‌های ضد مافیایی نیز به شدت با جرایم این مافیا و گانگسترها مبارزه می‌کنند.[۹۹]
- فوتبال و سیاست: برای نمونه، یک‌بار زدنیک زمان، سرمربی سابق آ.اس. رم گفت:[۱۰۰]

با وجود این که ما بیشتر در فوتبال بینندهٔ یک ورزش باشیم، بینندهٔ حضور سیاست و تجارت در فوتبال هستیم که این ذهنیت تأثیر بسیار بد و منفی روی مربیان و همچنین بازیکنان می‌گذارد.
- خرافات و پیش‌گویی: برای نمونه، در جام جهانی ۱۹۹۸، بدن فابین بارتز، دروازه‌بان تیم ملی فوتبال فرانسه، به یک نماد موفقیت‌آمیز برای فرانسه تبدیل شده‌بود و تیم فرانسه عقیده‌داشت که اگر بدن بارتز را لمس‌کنند، موفق خواهندشد. در پایان، فرانسه قهرمان جام جهانی ۱۹۹۸ شد.[۱۰۱]

به عنوان نمونه‌ای دیگر، یک هشت‌پای پیشگوی آلمانی به نام «پاول» مسابقات جام جهانی ۲۰۱۰ آفریقای جنوبی را پیش‌گویی می‌کرد و پیش‌گویی‌های او درست بود.

## کنفدراسیون‌ها

نقشهٔ کنفدراسیون‌های قاره‌ای عضو فیفا.

کنفدراسیون بین‌المللی فوتبال (فیفا)، کنفدراسیون بین‌المللی ورزش‌های فوتبال، فوتسال و فوتبال ساحلی است که در ۲۱ مه ۱۹۰۴ در پاریس، فرانسه تأسیس‌شد. تاکنون ۲۰۸ کنفدراسیون کشوری از جمله فرانسه، بلژیک، دانمارک، هلند، اسپانیا، سوئد و سوئیس عضو فیفا هستند و بیش از ۲۵۰ میلیون نفر فوتبالیست در جهان وجوددارد. مقر فیفا در زوریخ، سوئیس واقع شده است. شش کنفدراسیون فوتبال قاره‌ای از اعضای فیفا هستند:
- آسیا: کنفدراسیون فوتبال آسیا (AFC)
- آفریقا: کنفدراسیون فوتبال آفریقا (CAF)
- اروپا: اتحادیهٔ فوتبال اروپا (UEFA)
- آمریکای شمالی و مرکزی و کارائیب: کنفدراسیون فوتبال آمریکای شمالی و مرکزی و کارائیب (CONCACAF)
- آمریکای جنوبی: کنفدراسیون فوتبال آمریکای جنوبی (CONMEBOL)
- اقیانوسیه: کنفدراسیون فوتبال اقیانوسیه (OFC)ا[۱۰۵]

ان اف بورد یک کنفدراسیون فوتبال است که هدف آن، سازماندهی مسابقات تیم‌ها و ملت‌هایی است که به فیفا وابستگی ندارند. این سازمان زیر نظر فیفا و همچنین یک رقیب برای این سازمان نیست.

## مسابقات محلی تا بین‌المللی

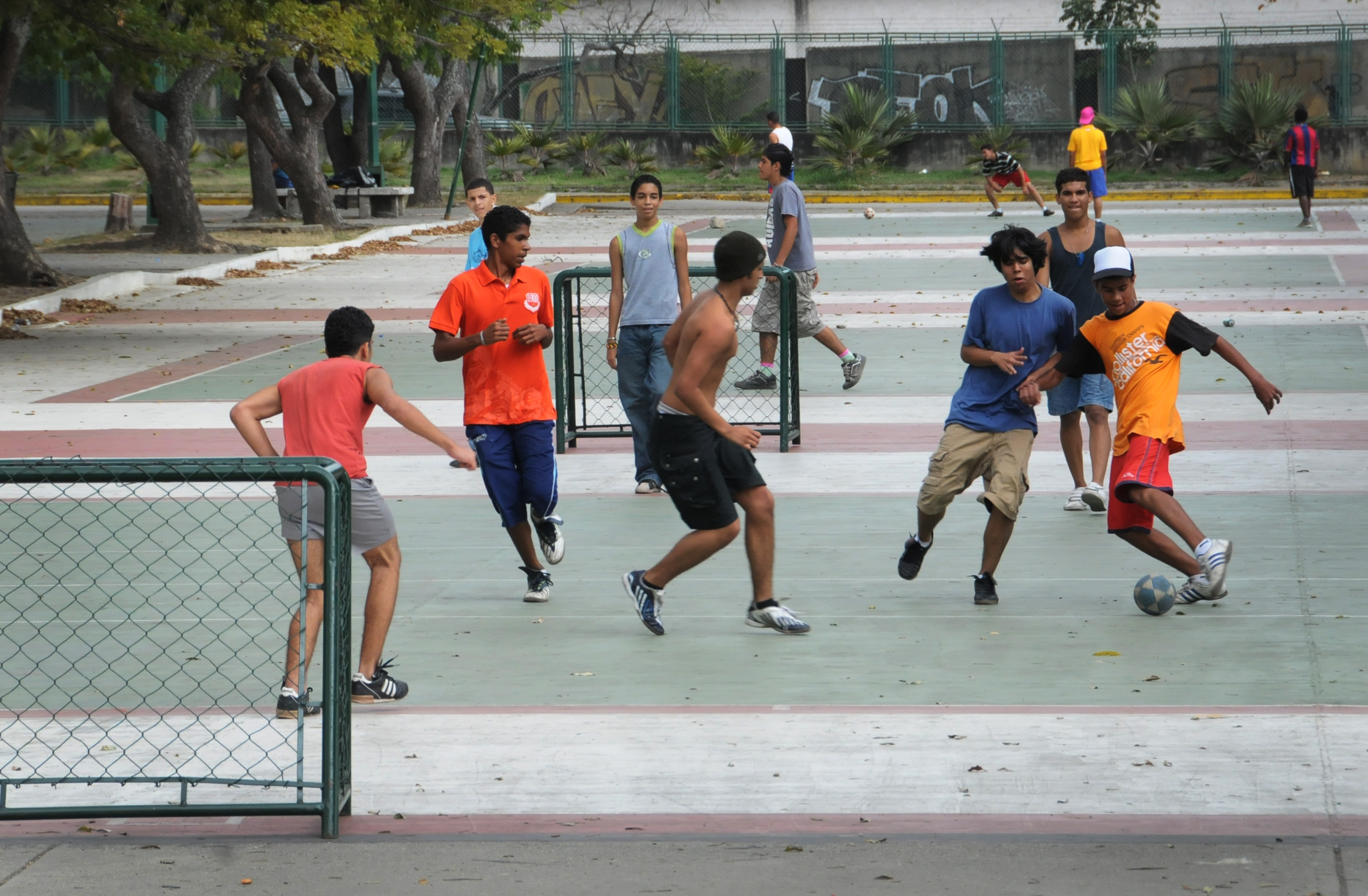
فوتبال خیابانی در ونزوئلا.

فوتبال خیابانی یک نوع بازی فوتبال محلی است که تیرهای دروازه‌های آن می‌تواند آجر، سنگ و اشیاء مشابه آن باشد. این بازی‌ها در پیاده‌روها، کوچه‌ها و خیابان‌ها انجام می‌گیرند و تعداد بازیکنان تیم‌ها ۳ و بیشتر از آن است. از جمله کشورهایی که این بازی‌ها در آن انجام می‌گیرد، می‌توان به برزیل اشاره‌کرد. رقابت‌های حساس فوتبال همیشه میان دو تیم هم‌شهری بوده است. برای نمونه، بازی‌های تیم‌های هم‌شهری لیورپول با اورتون، منچستر یونایتد با منچستر سیتی، چلسی با آرسنال، استقلال با پرسپولیس و … بسیار مهم و حساس بوده‌اند. به بازی دو تیم همشهری، شهرآورد یا دِربی می‌گویند.
جام جهانی فوتبال بزرگ‌ترین رویداد ورزشی جهان است و تیم‌های ملی مردان الف از ۲۰۸ کنفدراسیون فوتبال برگزیده می‌شوند و در این جام شرکت می‌کنند. این مسابقات هر چهار سال یک‌بار انجام می‌گیرد. نخستین مسابقات جام جهانی فوتبال در سال ۱۹۳۰ برگزارشد و تاکنون به‌جز سال‌های ۱۹۴۲ و ۱۹۴۶ به‌علت جنگ جهانی دوم، هر چهار سال یک‌بار برگزار شده است. این مسابقات فعلاً در قالب ۳۲ تیم در کشور (های) میزبان و در طول دوره‌ای یک‌ماهه انجام می‌گیرد. مسابقات مقدماتی جام جهانی فوتبال برای تعیین تیم‌های شرکت‌کننده در جام جهانی فوتبال طی سه سال انجام می‌گیرد. جام جهانی فوتبال ۲۰۱۰ به میزبانی آفریقای جنوبی، واپسین جام جهانی بود که تیم ملی فوتبال اسپانیا قهرمان این جام شد. جام جهانی فوتبال ۲۰۱۴ به میزبانی برزیل با قهرمانی آلمان به پایان رسید. تیم ملی برزیل با ۵ قهرمانی و تیم‌های ملی ایتالیا و آلمان هرکدام با ۴ عنوان قهرمانی، پرافتخارترین تیم‌های جام جهانی فوتبال هستند.
رقابت‌های بین‌المللی فوتبال برای نخستین‌بار در بازی‌های المپیک تابستانی ۱۹۰۰ پاریس، فرانسه اجراشد. پس از آن، فوتبال در همه بازی‌های المپیک تابستانی به‌جز بازی‌های المپیک تابستانی ۱۹۳۲ لس‌آنجلس، ایالات متحده آمریکا اجراشد. پس از بازی‌های المپیک تابستانی ۱۹۹۲ بارسلونا، اسپانیا، تیم ملی فوتبال اسپانیا واپسین تیم اروپایی بود که موفق به کسب مدال طلای فوتبال در بازی‌های المپیک تابستانی شد. از بازی‌های المپیک تابستانی ۱۹۹۶ آتلانتا، ایالات متحده آمریکا به بعد، تنها تیم‌های آفریقایی و آمریکای جنوبی موفق به کسب مدال طلای فوتبال المپیک شدند. همچنین در المپیک سال ۱۹۹۶، فوتبال زنان به برنامهٔ المپیک افزوده‌شد. تیم ملی فوتبال زنان ایالات متحده آمریکا چهار بار در سال‌های ۱۹۹۶ در آتلانتا، ۲۰۰۴ در آتن، ۲۰۰۸ در پکن و ۲۰۱۲ در لندن موفق به کسب مدال طلا شدند. زنان آمریکا در بازی پایانی المپیک ۲۰۰۰ در سیدنی، از تیم ملی فوتبال زنان نروژ شکست‌خوردند و کسب مدال نقره نائل‌آمدند.
پس از جام جهانی، جام‌های ملت‌های قاره‌ها مهم‌ترین مسابقات بین‌المللی فوتبال هستند که توسط کنفدراسیون‌های هر قاره میان تیم‌های ملی آن قاره برگزار می‌شود. این مسابقات شامل: جام ملت‌های اروپا (یوفا)، کوپا آمریکا (کونمبول)، جام ملت‌های آفریقا (سی‌اِی‌اِف)، جام ملت‌های آسیا (اِی‌اف‌سی)، جام طلایی کونکاکاف (کونکاکاف)، و جام ملت‌های اقیانوسیه (اواف‌سی) می‌شوند. جام کنفدراسیون‌ها یکی دیگر از جام‌های بین‌المللی است که قهرمانان هر قاره با میزبان جام جهانی فوتبال آینده و قهرمان جام جهانی گذشته در دو گروه تقسیم‌بندی می‌شوند و به رقابت با یک‌دیگر می‌پردازند. معتبرترین جام‌های بین‌المللی باشگاهی، جام‌های باشگاه‌های قاره‌ها هستند که عبارتند از: لیگ قهرمانان اروپا (یوفا)، لیگ قهرمانان آسیا (اِی‌اِف‌سی)، جام لیبرتادورس (کونمبول)، لیگ قهرمانان اقیانوسیه (اواِف‌سی)، جام قهرمانان کونکاکاف (کونکاکاف) و لیگ قهرمانان آفریقا (کاف). قهرمانان جام باشگاه‌های شش قاره در جام باشگاه‌های جهان به رقابت با یک‌دیگر می‌پردازند. ان اف بورد هر دو سال یک‌بار، مسابقاتی میان ۲۷ عضو خود برگزار می‌کند که جام جهانی ویوا نامیده می‌شود و یکی از اعضای ان اف بورد، میزبان جام است. این جام زیر نظر فیفا نیست.

## مسابقات داخلی، لیگ‌ها و باشگاه‌ها
در اوایل سال ۱۹۳۰ میلادی، لیگ‌های مختلفی در کشورهای مختلف جهان به‌وجود آمدند. لیگ‌های فوتبال درآمدزایی بالایی دارند؛ اما گاهی ممکن‌است که باشگاه‌ها نه‌تنها هیچ سودی‌نکنند، بلکه ضرر نیز بکنند. در فصل ۰۷–۲۰۰۶ لیگ برتر فوتبال انگلستان، حقوق باشگاه‌ها ۱۳٪ افزایش‌یافت. (متوسط افزایش باید ۱۱٪ باشد) لیگ‌ها مقدار زیادی از درآمدهای خود را صرف پخش بازی‌هایشان در رادیو و تلویزیون می‌کنند.
از معروف‌ترین و بهترین لیگ‌های فوتبال جهان می‌توان به لالیگا (اسپانیا)، لیگ برتر انگلستان، سری آ (ایتالیا)، لیگ ۱ (فرانسه)، بوندس‌لیگا (آلمان)، لیگ برتر فوتبال هلند، لیگ برتر فوتبال روسیه، لیگ برتر فوتبال برزیل، دستهٔ برتر فوتبال آرژانتین و دستهٔ برتر فوتبال مکزیک اشاره‌نمود.
در سال ۲۰۰۰ فیفا فهرستی از موفق‌ترین باشگاه‌های قرن بیستم منتشر کرد. در این فهرست رئال مادرید در صدر قرار گرفت و باشگاه‌های منچستر یونایتد، بایرن مونیخ و بارسلونا در رده‌های بعدی قرار گرفتند.
باشگاه فوتبال کورینتیانس برزیل نخستین باشگاه غیراروپایی است که چندین‌بار قهرمان جام باشگاه‌های جهان شده است. کورینتیانس، چلسی را در مسابقهٔ پایانی جام باشگاه‌های جهان در سال ۲۰۱۲ با نتیجهٔ ۰–۱ شکست‌داد و مجدداً قهرمان این جام معتبر شد. رئال مادرید توسط فیفا به‌عنوان بهترین باشگاه فوتبال سده بیستم میلادی شناخته شده است.

## فوتبال زنان

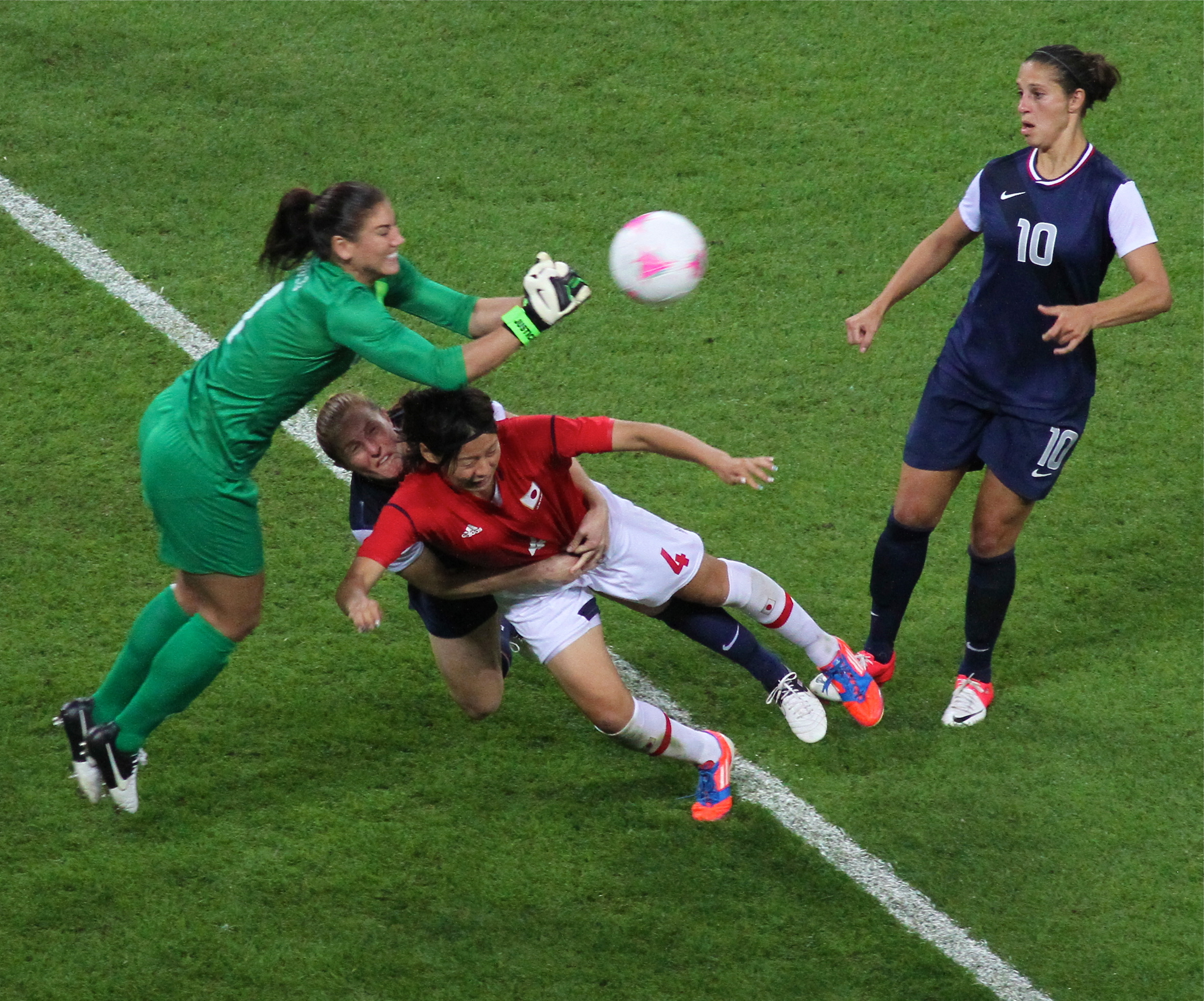
مسابقه فینال فوتبال زنان المپیک ۲۰۱۲ لندن بین دو تیم ژاپن و ایالات متحده آمریکا - ۱۰ اوت ۲۰۱۲

نخستین بازی فوتبال زنان در سال ۱۸۹۵ در انگلستان انجام‌گرفت که در آن بازی لندن شمالی با نتیجهٔ ۱–۷ لندن جنوبی را شکست‌داد. در سال ۱۹۲۰، نخستین بازی بین‌المللی فوتبال زنان انجام‌گرفت که در آن بازی باشگاه فوتبال زنان دیک کر و تیم ملی فوتبال زنان فرانسه صورت‌گرفت که فرانسه ۰–۲ شکست‌خورد. در همین سال، ۵۳٬۰۰۰ تماشاگر، به تماشای بازی باشگاه فوتبال زنان دیک کر و باشگاه فوتبال زنان اس‌تی هلن نشستند. تیم زنان دیک کر در این بازی ۰–۴ پیروزشد. رکورد حضور تماشاگر در یک مسابقه فوتبال زنان که توسط فیفا به رسمیت شناخته شده، ۹۱٬۶۴۸ نفر است که در جریان یک مسابقه لیگ قهرمانان زنان اروپا بین بارسلونا و ولفسبورگ در نیوکمپ در ۲۲ آوریل ۲۰۲۲ ثبت شد.
هرچند که فوتبال زنان در سده بیستم میلادی و امروزه به محبوبیت‌های بسیاری دست پیدا کرده است، همیشه زیر سایه فوتبال مردان بوده و زنان بر این باورند که فوتبالشان باید با فوتبال مردان برابر باشد. این رویداد که ورزش مردان و زنان برابر باشد، احتمال‌دارد به‌زودی در ورزش‌هایی مانند هندبال، والیبال و تنیس رخ‌دهد، اما این رویداد در فوتبال غیرممکن به‌نظر می‌رسد. یکی از بزرگ‌ترین مشکلات فوتبال زنان روحیهٔ خشونت‌آمیز آن است؛ به‌ویژه هنگامی که قواعد و قوانینی برای فوتبال تعریف نشده‌بود. حتی امروزه، با همه قوانین عادلانهٔ بازی این مشکل به‌طور کامل حل نشده است. با شکل‌گیری اتحادیه فوتبال انگلستان در سال ۱۸۶۳، مجموعهٔ قوانین استانداردسازی‌شدند و خشونت در زمین ممنوع‌شد. تا ۱۲ ژوئن ۲۰۲۵، تیم ملی فوتبال زنان ایالات متحده آمریکا در رتبهٔ یک تیم‌های ملی فوتبال زنان قراردارد. در المپیک سال ۱۹۹۶، فوتبال زنان به برنامهٔ المپیک افزوده‌شد. تیم ملی فوتبال زنان ایالات متحده آمریکا چهار بار در سال‌های ۱۹۹۶ در آتلانتا، ۲۰۰۴ در آتن، ۲۰۰۸ در پکن و ۲۰۱۲ در لندن موفق به کسب مدال طلا شدند. زنان آمریکا در بازی پایانی المپیک ۲۰۰۰ در سیدنی، از تیم ملی فوتبال زنان نروژ شکست‌خوردند و کسب مدال نقره نائل‌آمدند.

## فوتبال جانوران
چندین جانور بازی با توپ را بسیار دوست‌دارند که از این میان می‌توان به خوکها، فیلها، پنگوئنها و میمونها اشاره‌نمود. بسیاری از آن‌ها در جام جهانی ۲۰۱۰ نیز فوتبال بازی کرده‌اند. همچنین جانورانی مانند گربه، کرکس، هشت‌پا، موش و سگ در حال فوتبال بازی‌کردن دیده شده‌اند. شیوهٔ فوتبال بازی‌کردن جانوران متفاوت است. پنگوئن‌ها توپ را میان دو پای خود قرار می‌دهند و به صورت مرغابی حرکت می‌کنند. کانگوروها توپ را میان دو پای خود قرار می‌دهند و می‌پرند. شیرهای دریایی توپ را به هوا پرتاب می‌کنند و تلاش می‌کنند که آن را با سر خود نگه‌دارند. خرچنگها بر روی زمین نشسته و دست و پا می‌زنند و توپ را با استفاده از پاهای خود کم‌کم پیش می‌برند. لاک پشتها نیز با پاهای کوتاه خود توپ را کم‌کم پیش می‌برند.
مسابقهٔ فوتبال فیل‌ها سالانه تماشاگران بسیاری را در نپال جمع می‌کند. مربیان بر فیل‌ها سوار هستند و با راهنمایی آن‌ها، فیل‌ها توپ را با خرطوم و پاهای خود کم‌کم پیش می‌برند و گل‌هایی را نیز به ثمر می‌رسانند و تماشاگران به تماشای بازی آن‌ها می‌نشینند. تماشاگران بسیاری از سراسر جهان برای دیدن فوتبال فیل‌ها وارد نپال می‌شوند؛ به‌طوری‌که در سال ۲۰۱۰، حدود ۶۰۰٬۰۰۰ تماشاگر به تماشای فوتبال فیل‌ها نشستند.

## انواع فوتبال

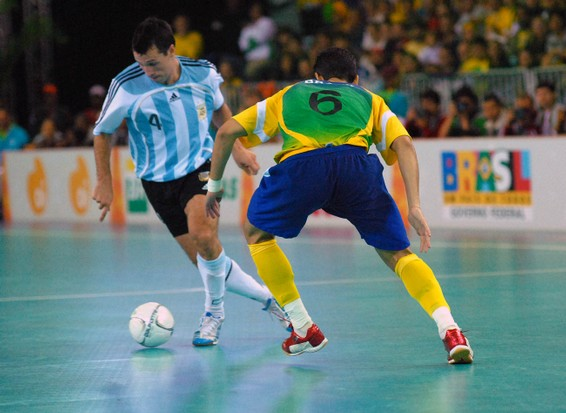
فوتسال یکی از ورزش‌های مهم درون سالنی فوتبال است.

بازی‌ها و ورزش‌های متفاوتی وجود دارند که از تبار فوتبال هستند و نوعی از فوتبال محسوب می‌شوند. از این بازی‌ها و ورزش‌ها می‌توان به فوتبال پنج‌نفره، فوتسال، فوتبال ساحلی، فوتبال سالنی، فوتبال خیابانی، فوتبال آزاد و فوتبال پارالمپیک (فوتبال معلولان) اشاره نمود.

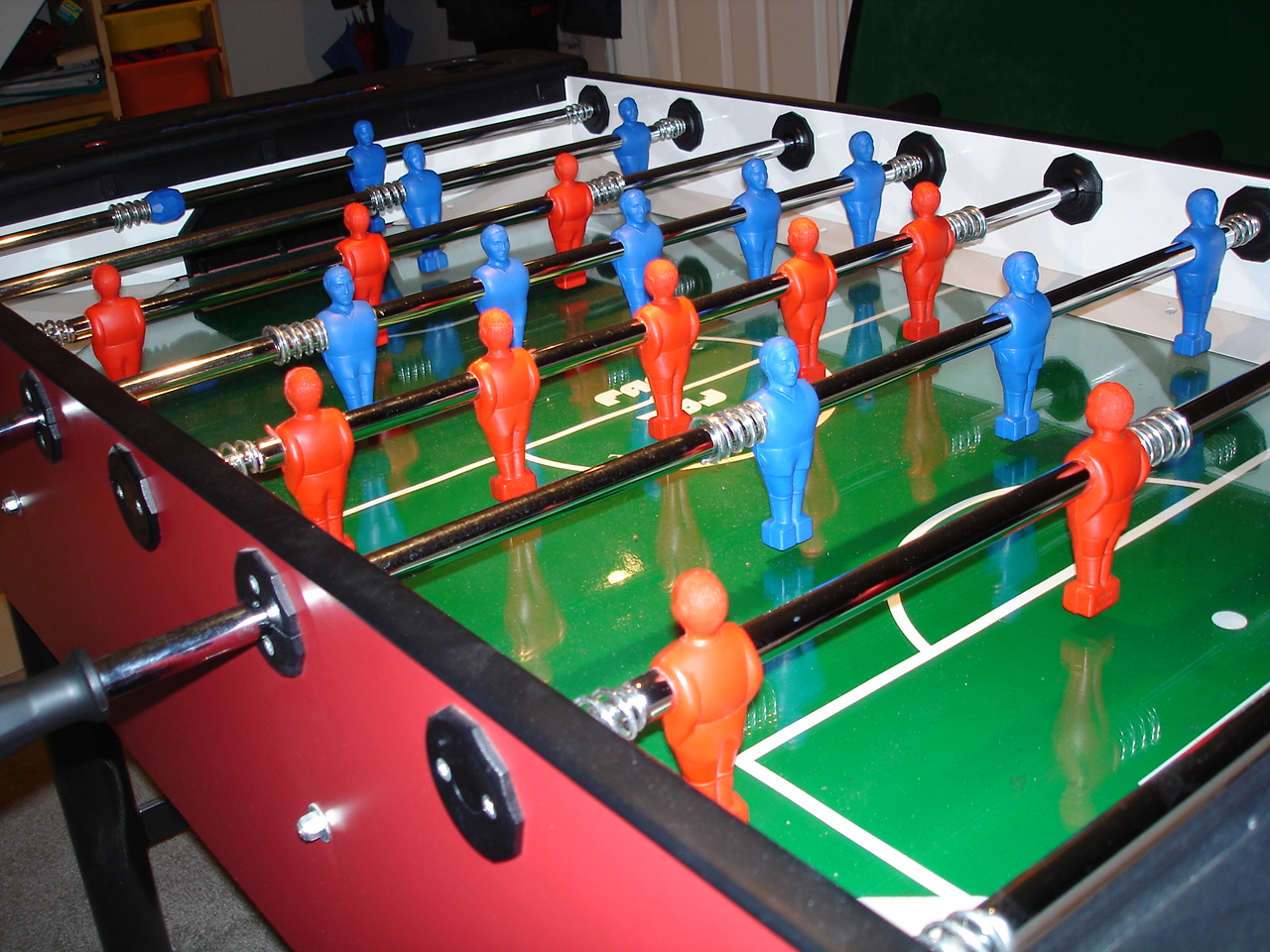
یک فوتبال دستی

فوتبال پنج‌نفره یکی از انواع فوتبال است که توسط کنفدراسیون بین‌المللی ورزشی نابینایان و با استفاده از قوانین فیفا اداره می‌شود. فوتسال یکی از ورزش‌های مهم درون سالنی فوتبال است و منشأ شکل‌گیری آن به سال ۱۹۳۰ در کشور اروگوئه بازمی‌گردد. فیفا ورزش فوتبال ساحلی را با استفاده از مسابقات، دوره‌های آموزشی و دیگر اقدامات پیشرو به‌منظور تشویق مردم در سراسر جهان ترویج و سازمان‌دهی کرده است. فوتبال سالنی نیز نوعی فوتبال است که دو تیم شش‌نفره بر روی چمن مصنوعی هاکی اجرا می‌کنند. فوتبال آزاد یک نوع فوتبال هنری و خلاقانه است که برای انجام آن فقط به یک توپ نیاز است. فوتبال پارالمپیک نیز نوعی فوتبال است که مخصوص معلولان است و توسط فدراسیون بین‌المللی ورزشی معلولان طبق قوانین فیفا اداره می‌شود. فوتبال پارالمپیک برای معلولانی که ناتوانی جسمی دارند و نمی‌توانند مانند بازیکنان فوتبال عادی فوتبال بازی‌کنند، درست شده است. فوتبال هفت‌نفره از انواع دیگر فوتبال است که با استفاده از قوانین فیفا انجام می‌گیرد و در بازی‌های پارالمپیک نیز انجام می‌شود.
فوتبال دستی یکی از بازی‌ها و ورزش‌های مربوط به فوتبال است که میان دو یا چند نفر انجام می‌گیرد و دارای ۸ میلهٔ افقی (۴ میله برای هر بازیکن) است. آدمک‌هایی به میله‌ها وصل شده‌اند که با حرکت طولی میله‌ها، آن‌ها به توپ ضربه می‌زنند و گل‌زنی می‌کنند.
راگبی یکی از انواع فوتبال است که هر تیم ۱۵ بازیکن (در اتحادیهٔ راگبی) یا ۱۳ بازیکن (در لیگ راگبی) در زمین‌دارد و با توپی بیضی‌شکل (تخم‌مرغی‌شکل) انجام می‌شود. هردو اتحادیه و لیگ راگبی از سبک فوتبال ریشه گرفته‌شده و در مدرسهٔ راگبی انگلستان بازی می‌شده است. این بازی برای نخستین‌بار توسط ویلیام وب الیس در مدرسهٔ راگبی انگلستان انجام‌گرفت.